# Любовь живёт три года (фильм)
«Любовь живёт три года» (фр. L’amour dure trois ans)  — французский кинофильм, экранизация одноимённого романа Фредерика Бегбедера. Европейская премьера — 10 декабря 2011 года, премьера в России — 10 мая 2012 года.

## Сюжет
Марк Марронье, литературный критик днем и хроникер светских тусовок по ночам, только что развелся с женой Анной. Он уверен, что любовь живёт три года. Он сформулировал свой собственный закон: сначала ваша жизнь солнечна и чудесна, на второй год вы начинаете засматриваться на посторонних девушек, на третий — ваша женщина уходит, а вы начинаете писать об этом книгу. Или то же самое, но более наглядно: «В первый год мы покупаем мебель, на второй — её переставляем, на третий — делим…»

## В ролях
| Актёр             | Роль                        |
| ----------------- | --------------------------- |
| Гаспар Пруст      | Марк Марронье               |
| Луиза Бургуан     | Алиса                       |
| Джои Старр        | Жан-Жорж                    |
| Джонатан Ламбер   | Пьер                        |
| Фредерик Бель     | Кати                        |
| Николя Бедос      | Антуан                      |
| Элиза Сенауи      | Анна                        |
| Тома Жуанне       | тренер по сёрфингу          |
| Анни Дюпре        | мать Марка                  |
| Валери Лемерсье   | Франческа Вернеси, редактор |
| Ариан Массне      | камео                       |
| Марк Леви         | камео                       |
| Мишель Легран     | камео                       |
| Фредерик Бегбедер | русский солдат              |